# Urtepotteslange
Urtepotteslange (Ramphotyphlops braminus) er en harmløs ormeslange art som findes hovedsageligt i Afrika og Asien, men er blevet indført i mange andre dele af verden. De bliver ofte forveksles med regnorme. Ingen underarter er i dag anerkendt.
Det er verdens eneste partenogenetiske slange.